# Biman Bangladesh Airlines
Biman Bangladesh Airlines (бенг. বিমান বাংলাদেশ এয়ারলাইনসবিমান বাংলাদেশ এয়ারলাইনস), відома як Biman (бенг. বিমানবিমান), — національний авіаперевізник Бангладеш. Базується в міжнародному аеропорту Дакки, а також виконує польоти з аеропортів інших великих міст країни — Читтагонга і Сілхета. Основною діяльністю компанії є організація перевезень паломників під час хаджу, туристів, мігрантів та сезонних робітників. На внутрішньому ринку авіакомпанії складають конкуренцію приватні авіаперевізники Regent Airways і United Airlines.
У період з лютого 1972 року до 1996 року Biman була монополістом в індустрії регіональних авіаперевезень Бангладеш. До 23 липня 2007 року, коли Biman була перетворена в публічну компанію, компанія перебувала у володінні держави. З 2007 року авіакомпанія веде активне оновлення флоту, для чого з авіабудівною компанією Boeing були укладені тверді контракти на 10 нових літаків, і поступове скорочення штату співробітників. Biman Bangladesh Airlines допущена до польотів в Європу, а також успішно пройшла аудит безпеки IATA, після чого компанія відновила виконання рейсів в деякі країни Європи та Азії.

## Історія
Biman Bangladesh Airlines була заснована 4 січня 1972 року указом президента № 126 як національна авіакомпанія Бангладеш. Спочатку штат компанії становили 2 500 колишніх працівників Pakistan International Airlines, включаючи сімнадцять пілотів Boeing 707. На початку операційної діяльності авіакомпанія називалася Air Bangladesh, але незабаром вона була перейменована і отримала свою сучасну назву.

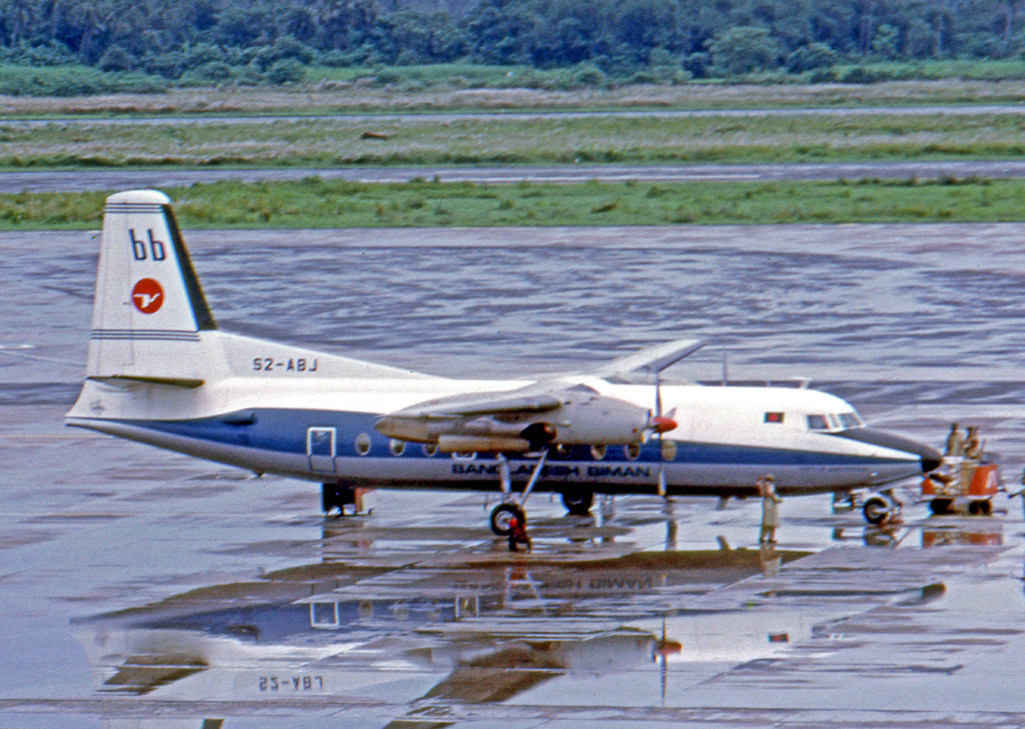
Fokker F-27 Friendship Biman Bangladesh Airlines в 1974 році

4 лютого 1972 року компанія розпочала виконання внутрішніх рейсів між Даккою і Читтагонгом на єдиному власному літаку — який раніше експлаатувався в Індії Douglas DC-3. 10 лютого 1972 року цей літак розбився під Даккою під час випробувального польоту, у зв'язку з чим у флот були включені два Fokker F-27, що раніше належали індійської авіакомпанії Indian Airlines. Незабаром після цього до складу флоту увійшов перший Douglas DC-6, взятий в оренду Всесвітньою радою церков і використаний авіакомпанією для відкриття рейсів з Дакки в Калькутту. 4 березня 1972 року авіакомпанія відкрила щотижневі рейси в Лондон на Boeing 707, взятому в лізинг у British Caledonian Airlines. Усього в перший рік операційної діяльності Biman Bangladesh Airlines виконала 1 079 рейсів і перевезла понад 380 000 пасажирів.

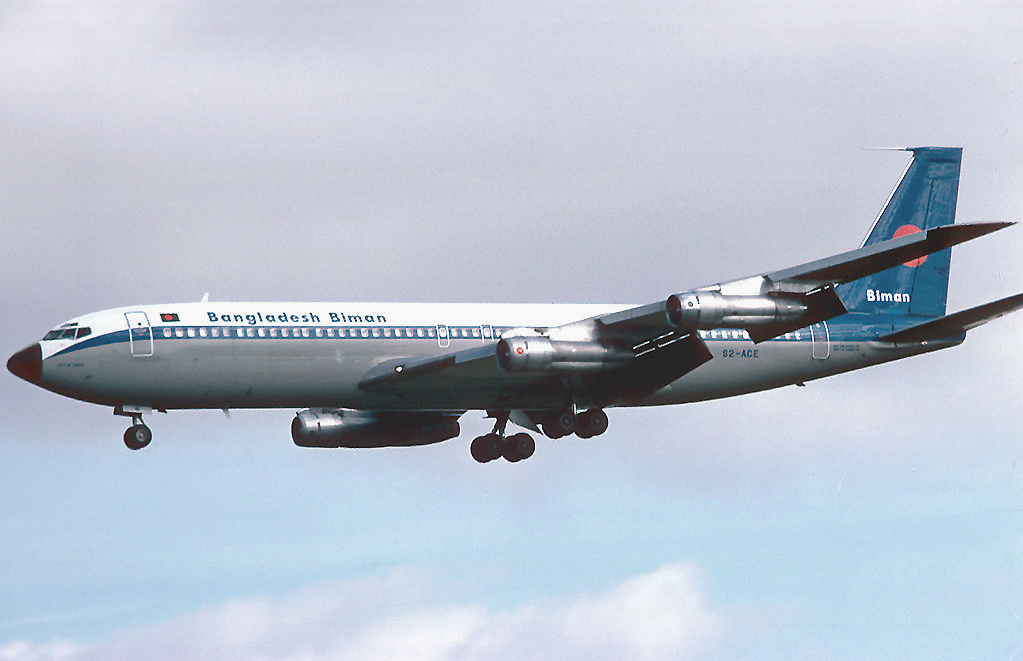
Boeing 707-300C авіакомпанії в міжнародному аеропорту Хітроу, 1981 рік

Протягом 1973 року авіакомпанія поступово нарощувала парк повітряних суден і збільшувала частоту рейсів: так, протягом року парк поповнився чотирма Fokker F-27, що дозволило збільшити частоту рейсів Дакка — Калькутта до двох на день, і одним Boeing 707, завдяки чому рейс до Лондона став виконуватися двічі на тиждень. У 1974 році почалося розширення маршрутної мережі: були відкриті рейси в Катманду, Бангкок і Дубай. У 1981 році Biman Bangladesh Airlines почала експлуатацію двох Fokker F28-4000, а в 1983-му — трьох Douglas DC-10-30, які поступово замінили старіючі Boeing 707. 5 серпня 1984 року сталася найбільша в історії компанії авіакатастрофа — Fokker F-27, що летів з Читтагонга в Дакку з 45 пасажирами на борту, через помилки екіпажу не долетів до смуги міжнародного аеропорту Дакки і розбився. В 1996 році для виконання далекомагістральних рейсів Biman придбала Airbus A310-300.
У 2000-х та 2010-х роках Biman часто критикувалася за численні затримки рейсів. Так, у 2012 році лише 35 % рейсів авіакомпанії вилетіли за розкладом. У 2010-х роках з метою економії коштів застарілі моделі літаків, були замінені на нові: у 2012 році всі були в Biman Fokker F28 були виведені з експлуатації і замінені на Boeing 737-800, а двома роками пізніше, 24 лютого 2014 року, була припинена експлуатація Douglas DC-10.

## Власники і керівництво
Станом на квітень 2017 року посаду генерального директора займає маршал авіації у відставці Джамал Уддін Ахмед, в той час як виконавчим директором авіакомпанії є Мосаддик Ахмед. У період з березня до квітня 2013 2014 року посаду виконавчого директора обіймав Кевін Джон Стіл, який став першим іноземним виконавчим директором за всю історію Biman Bangladesh Airlines. 19 квітня 2014 року Стіл звільнився через проблеми зі здоров'ям.
З моменту заснування і до 22 липня 2007 року авіакомпанія перебувала у володінні держави. 23 липня Biman Bangladesh Airlines стала найбільшою в Бангладеш публічною компанією.

### Приватизація
Починаючи з кінця 1990-х років через неправильне управління авіакомпанія була хронічно збиткова, у зв'язку з чим 2004 році уряд Бангладеш запропонував продати 40 % акцій Biman іноземним авіаперевізникам з передачею їм управління компанією. Однак через те, що право прийняття певних ключових рішень залишалося за державою, покупців знайдено не було.
У травні 2007 року урядом Бангладеш були оприлюднені плани по перетворенню Biman Bangladesh Airlines в публічну компанію, частки в якій повинні були отримати 7 інших публічних організацій. Саму авіакомпанію планувалося перейменувати в Bangladesh Airlines. У рамках реструктуризації була введена система добровільного виходу на пенсію з метою зменшення відношення кількості працівників на один літак. До приватизації Biman на один літак авіакомпанії доводилося 367 робітників, у той час як у розвинених авіаперевізників ця цифра становила в середньому 200 робітників. Штат планувалося скоротити на 1 600 осіб, але було отримано понад 2 600 заявок на звільнення. 1863 з них були задоволені. 23 липня 2007 року Biman стала найбільшою в Бангладеш публічною компанією, при цьому 51 % акцій отримало держава, а решта 49 % були розподілені між сімома членами ради директорів. Початкові плани по перейменуванню авіакомпанії були відкинуті.
В 2007-2008 фінансовому році Biman вперше за десятиліття відзвітувала про прибуток у 60 мільйонів бангладеських так. У 2008-2009 фінансовому році прибуток склав 150 мільйонів бангладеських так, однак у 2009-2010 фінансовому році авіакомпанія знову отримала збиток в 800 мільйонів бангладеських так. У 2010-2011 та 2011-2012 фінансових роках ситуація не покращилася: авіакомпанія відзвітувала про збитки в 2 мільярди і 6 мільярдів бангладеських так відповідно. В 2012-2013 фінансовому році Biman також отримала збиток в 1,9 мільярда бангладеських так. Авіакомпанія відзвітувала про прибуток у 2,72 мільярда бангладеських так в 2014-2015 фінансовому році. Станом на грудень 2013 року борг Biman Bangladesh Airlines становив 15,6 мільярдів бангладеських так, в тому числі майже 3,7 мільярда перед управлінням цивільної авіації Бангладеш і 8,5 мільярдів перед постачальником авіапалива Padma Oil Company.

## Флот
У квітні 2017 року Biman Bangladesh Airlines експлуатувала наступні літаки:

### Виведені з експлуатації моделі
У різні періоди своєї історії Biman також використовувала наступні типи повітряних суден:

## Дочірні компанії
Biman володіє поруч дочірніх компаній, що займаються наземним і технічним обслуговуванням літаків, а також приготуванням бортового харчування.
| Компанія                            | Рід діяльності                    | Рік заснування |
| ----------------------------------- | --------------------------------- | -------------- |
| Biman Ground Handling               | Наземне обслуговування літаків    | 1972           |
| Biman Poultry Complex               | Розведення птахів                 | 1980           |
| Bangladesh Airlines Training Centre | Підготовка персоналу              | 1987           |
| Biman Flight Catering Centre        | Приготування бортового харчування | 1989           |
| Biman Engineering                   | Технічне обслуговування літаків   | 2004           |

## Серйозні авіаподії
За всю історію Biman Bangladesh Airlines з її літаками відбулося 11 авіаподій, 2 з яких спричинили за собою людські жертви, а ще 6 — списання літака.